# Pentecostes
Pentecostes, também conhecido como Domingo de Pentecostes ou Dia de Pentecostes, é um feriado cristão que ocorre no 49º dia (50º dia quando a contagem inclusiva é usada) após a Páscoa.  Comemora a descida do Espírito Santo sobre os apóstolos de Jesus enquanto eles estavam em Jerusalém celebrando a Festa das Semanas, conforme descrito nos Atos dos Apóstolos (Atos 2:1-31). A Igreja Católica acredita que o Espírito Santo desceu sobre Maria, a mãe de Jesus, ao mesmo tempo, conforme registrado nos Atos dos Apóstolos (Atos 1:14).
Pentecostes é uma das grandes festas da Igreja Ortodoxa Oriental, uma solenidade no Rito Romano da Igreja Católica, um festival nas Igrejas Luteranas e uma festa principal na Comunhão Anglicana. Muitas denominações cristãs oferecem uma liturgia especial para esta celebração sagrada. Como sua data depende da data da Páscoa, Pentecostes é uma "festa móvel". A segunda-feira após Pentecostes é um feriado legal em muitos países europeus, africanos e caribenhos. É frequentemente considerado o dia do nascimento da Igreja e inspirou o movimento pentecostal, além de marcar o último dia da Festa do Divino Espírito Santo, uma tradição no catolicismo popular brasileiro e em outros países.

## Etimologia
O termo Pentecostes vem do grego koiné: πεντηκοστή, romaniz: pentēkostē, lit.  'quinquagésimo'. Um dos significados de "Pentecostes" na Septuaginta, a tradução koiné da Bíblia hebraica, refere-se ao festival de Shavuot, um dos Três Festivais de Peregrinação, que é celebrado no quinquagésimo dia após o Pessach, de acordo com Deuteronômio 16:10, e Êxodo 34:22, onde é referido como o "Festival das Semanas" (grego koiné: ἑορτὴν ἑβδομάδων, romaniz: heortēn hebdomádōn ).  A Septuaginta usa o termo Pentēkostē neste contexto no Livro de Tobias e 2 Macabeus.
Os tradutores da Septuaginta também usaram a palavra em dois outros sentidos: para significar o ano do Jubileu (Levítico 25:10) um evento que ocorre a cada 50 anos, e em várias passagens da cronologia como um número ordinal. O termo também foi usado na literatura do judaísmo helenístico por Filo de Alexandria e Josefo para se referir a Shavuot.

## Origem
No judaísmo, Shavuot é um festival de colheita que é celebrado sete semanas e um dia após o primeiro dia do Pessach em Deuteronômio 16:9, ou sete semanas e um dia após o sábado de acordo com Levítico 23:16. É discutido na Mishná e no Talmude Babilônico, tratado Arakhin. A menção real de cinquenta dias vem de Levítico 23:16.
A Festa das Semanas também é conhecida como Festa da Colheita em Êxodo 23:16 e Dia das Primícias em Números 28:26. Em Êxodo 34:22, é chamada de "primícias da colheita do trigo".
Em algum momento durante o período helenístico, o antigo festival da colheita também se tornou um dia de renovação da aliança noaica, descrita em Gênesis 9:17, que é estabelecida entre Deus e "toda a carne que está sobre a terra". Após a destruição do Templo em 70 d.C., as ofertas não podiam mais ser trazidas ao Templo em Jerusalém e o foco do festival mudou da agricultura para os israelitas recebendo a Torá.
Nessa época, alguns judeus já viviam na Diáspora. De acordo com Atos 2:5-11, havia judeus de "todas as nações debaixo do céu" em Jerusalém, possivelmente visitando a cidade como peregrinos durante o Pentecostes.

## Antigo
- Festa das Semanas (no hebraico: hag xabu'ot). A razão desse nome está no período de tempo entre a Páscoa e esta festa, que é de sete semanas. Esta festa acontece cinquenta dias depois da Páscoa, com a colheita da cevada, e o encerramento acontece com a colheita do trigo.[4]
- Dia das Primícias dos Frutos (no hebraico: yom habikurim). Este nome tem sua razão de ser na entrega de uma oferta voluntária, a Deus, dos primeiros frutos da terra colhidos naquela sega.[5] Provavelmente, a oferta das primícias acontecia em cada uma das três tradicionais festas do calendário bíblico. Na primeira (Páscoa) entregava-se uma ovelha nascida naquele ano; na segunda (Colheita ou Semanas) entregava-se uma porção dos primeiros grãos colhidos; e, finalmente, na terceira festa (Tabernáculos ou Cabanas) o povo oferecia os primeiros frutos da colheita de frutas, como uva, tâmara, e especialmente figo.
- Festa de Pentecostes. As razões deste novo nome são várias: nos séculos III-I a.C., os gregos assumiram o controle do mundo, impondo sua língua, que se tornou muito popular entre os judeus. Os nomes hebraicos (hag haqasir e hag xabu'ot) perderam as suas atualidades, e foram substituídos pela denominação Pentecostes, cujo significado é «cinquenta dias depois (da Páscoa)». Como o Império Grego passou a ter hegemonia em 331 a.C., é provável que o nome Pentecostes tenha ganhado popularidade a partir desse período.

### Cerimônia

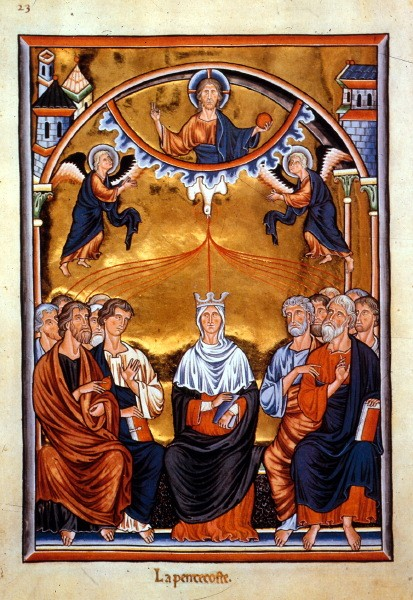
Miniatura de 1200 d.C.

Enquanto a Páscoa era uma festa caseira, A Festa da Colheita (Festa das Semanas ou Pentecostes) era uma celebração agrícola, originalmente, realizada na roça, no lugar onde se cultivava o trigo e a cevada, entre outros produtos agrícolas. Posteriormente, essa celebração foi levada para os lugares de culto, particularmente, o Templo de Jerusalém. Os muitos relatos bíblicos não revelam, com clareza, a ordem do culto, mas é possível levantar alguns passos dessa liturgia:
- A cerimônia começava quando a foice era lançada contra as espigas.[6] É bom lembrar que era respeitada a recomendação do direito de respigar dos pobres e estrangeiros.[7]
- A cerimônia prosseguia com a peregrinação para o local de culto.[8]
- O terceiro momento da festa era a reunião de todo o povo trabalhador com suas famílias, amigos e os estrangeiros.[9] Essa cerimônia era chamada de Santa Convocação.[10] Ninguém poderia trabalhar durante aqueles dias, pois eram considerados um período de solene alegria e ação de graças pela proteção e cuidado de Deus;[10] portanto, eram dias feriados (e atualmente continuam sendo).
- No local da cerimônia, o feixe de trigo ou cevada era apresentado como oferta a Deus, o Doador da terra e a Fonte de todo bem.[11]
- Os celebrantes alimentavam-se de parte das ofertas trazidas pelos agricultores.
- As sete semanas de festa incluíam outros objetivos, além da ação de graças pelos dons da terra: reforçar a memória da libertação da escravidão no Egito, e o cuidado com a obediência aos estatutos Divinos.[12]

Observação: Era (e continua sendo) ilegal usufruir da nova produção da roça, antes do cerimonial da Festa das Colheitas.
Características da celebração:
- A Festa das Colheitas é alegre e solene.[9]
- A celebração é dedicada exclusivamente a Javé/Jeová.[14]
- É uma festa para os povos que aceitam a crença dos hebreus (a doutrina do Deus Único), aberta para todos os produtores e seus familiares, os pobres, os levitas e os estrangeiros.[9] Enfim, todo o povo apresenta-se diante de Deus. Reconhece-se e afirma-se o compromisso de fraternidade e a responsabilidade de promover os laços comunitários, além do povo hebreu.
- Agradece-se a Deus pelo dom da terra e pelos estatutos divinos.[12]
- É ainda uma Santa Convocação. Ninguém trabalhava antigamente, e hoje também ninguém o faz no mundo hebraico.[10]
- É celebrado o ciclo da vida, reconhecendo que a Palavra de Deus está na origem da vida, da semente, da árvore, do fruto, do alimento…

## Cristianismo
Pentecostes é o símbolo do Cenáculo, onde os apóstolos se reuniram, pela primeira vez, à espera do Espírito Santo. O Cenáculo, a partir deste momento, passa a ser considerado um símbolo de sacralidade na ótica cristã, pois até então era considerado pelos judeus como apenas um lugar de reuniões. Atualmente o 50 º dia após a Páscoa é considerado pelos cristãos como o dia de Pentecostes, e também foi o dia da descida do Espírito Santo (Espírito de Deus) sobre os apóstolos. Tal experiência é chamada de batismo no Espírito Santo. Existem movimentos inspirados no Pentecostes em toda a história do cristianismo, sendo enfatizados, especialmente em meados do século XX, com o surgimento das primeiras Igrejas Pentecostais, e o nascimento da Renovação Carismática Católica.

## Obras Teológicas e Patrísticas
- Santo Agostinho. Sermões. Sermão 267: sobre a Igreja e o Espírito.
- Basílio de Cesareia. Sobre o Espírito Santo. Uma das obras mais completas da patrística sobre a pneumatologia.
- CONGAR, Yves. O Espírito Santo. Clássico da teologia católica do século XX, explora a missão do Espírito na Igreja e no mundo.
- MOLTMANN, Jürgen. O Espírito da Vida: uma pneumatologia integral. Teologia protestante com ênfase na ação vivificante e libertadora do Espírito.
- BALTHASAR, Hans Urs von. O Espírito e a Igreja. Aprofunda a relação entre espiritualidade e missão eclesial.
- RAHNER, Karl. Experiência do Espírito. Destaca o Espírito como experiência fundamental do crente.